# Anfal-Operation
Irakische Invasion (1980)

Entegham – Kaman 99 – Chorramschahr – Sultan 10 – Scorch Sword – Abadan – Kafka – Ashkan – Morwarid – Dezful
Pattsituation (1981)

Tavakol – Susangerd – H-3
Iranische Offensiven zur Befreiung iranischen Territoriums (1981–82)

Samen-ol-A'emeh – Tariq al-Qods – Fath ol-Mobin – Beit ol-Moqaddas – Rückeroberung Chorramschahrs
Iranische Offensiven im Irak (1982–84)

Ramadan/1. Basra – Moslem Ibn Aqil – Muharram ol-Harram – Morgenröte 1 – Morgenröte 2 – Morgenröte 3 – Morgenröte 4 – Morgenröte 5/2. Basra – Kheibar/3. Basra – Kurdenaufstand – Morgenröte 6 – Morgenröte 7 – Hawizeh-Marschland
Iranische Offensiven im Irak (1985–87)

Badr/4. Basra – Morgenröte 8 – 1. al-Faw – Morgenröte 9 – Karbala 1 – Karbala 2 – Karbala 3 – Fath 1 – Karbala 4/5. Basra – Karbala 5/6. Basra – Karbala 6 – Karbala 7 – Karbala 8/7. Basra – Karbala 9 – Karbala10 – Nasr 4
Letztes Kriegsjahr (1988)

Beit ol-Moqaddas 2 – Anfal – Halabdscha – Zafar 7 – Tawakalna ala Allah – 2. al-Faw – Shining Sun – 40 Sterne – Mersad
Tankerkrieg

Earnest Will – Prime Chance – Eager Glacier – Nimble Archer – Praying Mantis
Internationale Vorfälle

Stark – Iran-Air-Flug 655

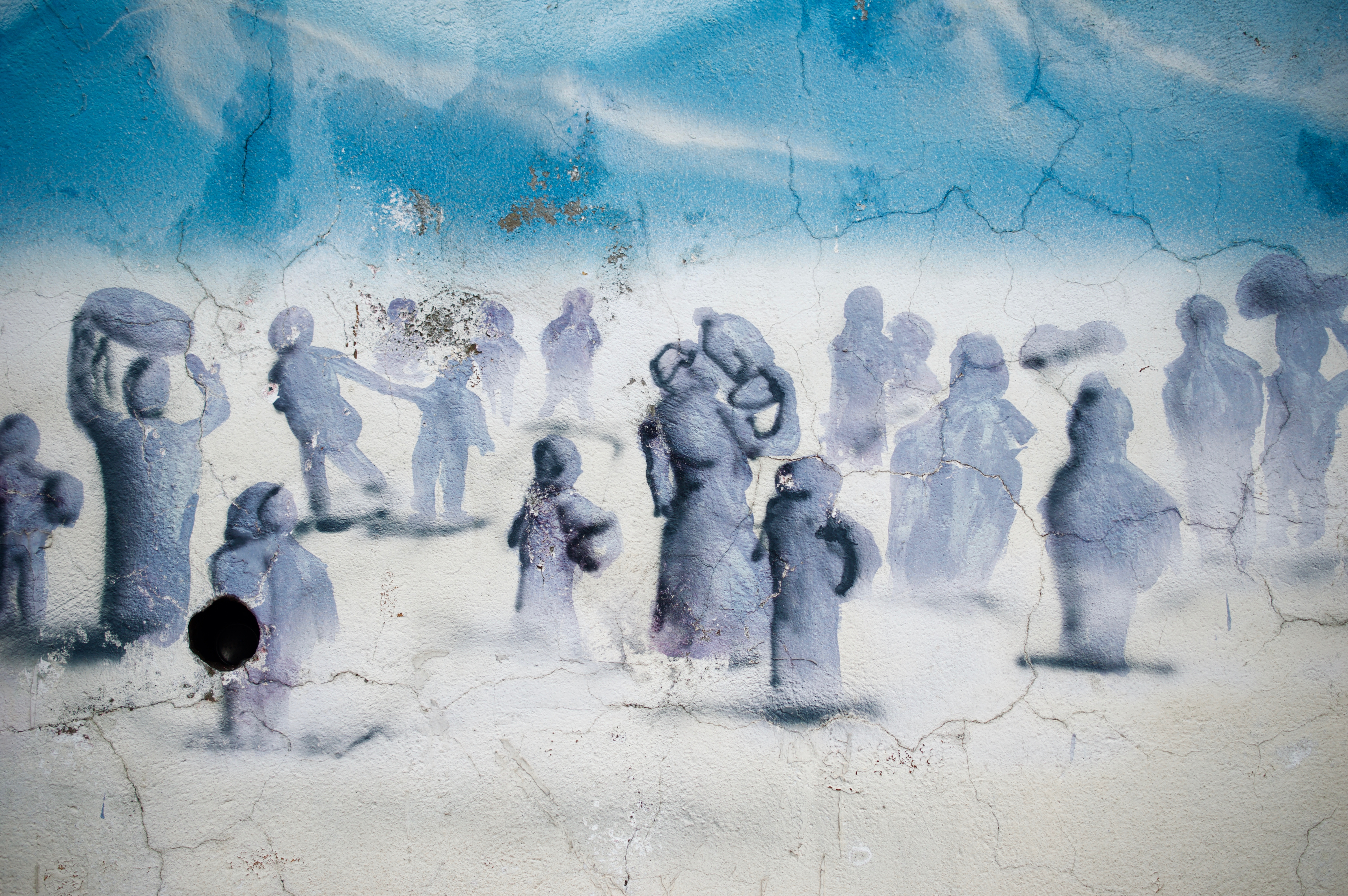
Mauer in Akrê zum Gedenken an die Anfal-Operation

Anfal-Operation (arabisch حملة الأنفال, DMG Ḥamlat al-Anfāl) ist der vom Irak verwendete Name für die zwischen 1986 und 1989 und in acht Phasen durchgeführten genozidalen Maßnahmen des irakischen Baath-Regimes unter Saddam Hussein gegen die kurdische Bevölkerung und andere Minderheiten wie die Assyrer und Chaldäer im Nordirak. Die kurdische Bevölkerung, die durch das Regime unterdrückt wurde, hatte sich seit 1986 im Iran-Irak Krieg auf die Seite Teherans gestellt. Großbritannien, Schweden und Norwegen haben die Zerstörung Tausender kurdischer Dörfer, die völlige Umstrukturierung der Agrarökonomie hin zu abhängigen und unproduktiven Flüchtlingslagern und den organisierten Massenmord offiziell als Genozid entsprechend der UN-Völkermordkonvention von 1948 anerkannt.
Die Anfal-Operation war Teil der Maßnahmen der Regierung gegen Kurden, die 1975 mit Massendeportationen an der türkischen Grenze begonnen hatten.

## Bezeichnung
Der Name Anfal gründet sich auf die Bezeichnung der achten Sure des Korans und bedeutet „Beute“. Die Wahl einer religiösen Bezeichnung sollte die Zustimmung religiöser Sunniten fördern.

## Anfal-Operation gegen die Kurden und andere Minderheiten
Der Name der Operation weist auf die Stigmatisierung der Betroffenen als Ungläubige hin. Im Rahmen der Arabisierungspolitik stellte das Regime die Kurden außerdem als „Volksfeinde“ dar. Das Regime versuchte, seine Macht durch blutige Repression und totalitäre Überwachung zu festigen. In jedem Ortszentrum wurde ein Augensymbol aufgerichtet, Telefonate wurden abgehört und zahllose Personen bespitzelt.
Kurdische Quellen, internationale Beobachter sowie die UNESCO bezifferten die Zahl der in der Anfal-Operation Ermordeten mit 180.000. Das damalige irakische Regime Saddam Husseins hielt die Zahl für übertrieben und setzte 100.000 Opfer als Höchstzahl fest, von Human Rights Watch/Middle East wird die Zahl auf 50.000–100.000 geschätzt. Allein vom Stamm der Barzanis wurden mindestens 5.000 bis 8.000 Mitglieder deportiert und ermordet.
Ali Hasan al-Madschid, der Leiter der Operation, erteilte während der Kampagne den Befehl, alle Männer zwischen 15 und 70 Jahren hinzurichten. Auch viele Kinder und Frauen fielen dem Vernichtungsfeldzug zum Opfer. Besondere Bekanntheit erlangte der Giftgasangriff auf Halabdscha, der historisch zwar nicht als Teil der Anfal-Operation geplant war, jedoch die Durchführung begünstigte. Allein bei dieser Aktion am 16. und 17. März 1988 kamen bis zu 5.000 Kurden ums Leben. In der Folge wurden die überlebenden Kurden Halabdschas getötet oder deportiert. Vom 25. bis 28. August wurden Dörfer per Hubschrauber mit Chemischen Waffen bombardiert. Im kurdischen Teil des Irak wurden dabei etwa 4.000 Dörfer zerstört.
Zahlreiche Lieferungen ausländischer Unternehmen im Bereich der chemischen Ausrüstungsanlagen-Industrie hatten den Irak zuvor in die Lage versetzt, dieses Gas selbst zu produzieren. UN-Inspektoren ermittelten, dass 52,6 % der Ausrüstung für Saddam Husseins Chemiewaffenproduktion aus Deutschland kam.

## Folgen
Im September 1988 war die irakische Regierung zufrieden mit ihren Erfolgen. Der männliche Teil der Bevölkerung zwischen 15 und 50 Jahren war entweder getötet worden oder geflohen. Der kurdische Widerstand war in den Iran geflohen und stellte somit keine Bedrohung für den Irak mehr dar. Eine Amnestie wurde erlassen und die inhaftierten Frauen, Kinder und älteren Menschen wurden freigelassen.

## Strafverfolgung
Am 23. Juni 2007 wurden Ali Hasan al-Madschid, ehemaliger Verteidigungsminister und Militärkommandeur, sowie die zwei Mitangeklagten Sultan Haschim Ahmad al-Dschaburi, ehemaliger Verteidigungsminister, und Hussayn Raschid Muhammad, ehemaliger stellvertretender Einsatzleiter der Streitkräfte, für ihre Verwicklung in die Anfal-Operation und den damit verbundenen Massenmord zum Tod durch den Strang verurteilt. Farhan Mutlaq al-Jaburi, ehemaliger Leiter des Büros für den Militärnachrichtendienst des Ostiraks, und Sabir Abd al-Aziz al-Duri, ehemaliger Direktor des Militärnachrichtendienstes, wurden mit lebenslangem Freiheitsentzug bestraft. Der Beschuldigte Taher Tawfiq al-Ani, ehemaliger Statthalter von Mosul und Leiter des Komitees für die Belange des Nordiraks, wurde aus Mangel an Beweisen vom Anklagevorwurf freigesprochen.

## Abgrenzung zwischen der Anfal-Operation und dem Giftgasangriff auf Halabdscha
Besondere Bekanntheit erlangte der Giftgasangriff auf Halabdscha, der historisch zwar nicht als Teil der Anfal-Operation geplant war, jedoch die Durchführung begünstigte. Allein bei dieser Aktion am 16. und 17. März 1988 kamen bis zu 5.000 Kurden ums Leben. In der Folge wurden die überlebenden Kurden Halabdschas getötet oder deportiert.